# Барков Іван Семенович
Іван Семенович Барков (*бл. 1732—†1768) — російський поет і перекладач. Переклав головним чином античних авторів.
У повісті «Капитанша» Тарас Шевченко згадав Баркова як перекладача байок Федра, у «Щоденнику» (9 липня 1857) — як автора непристойних віршів.